# Fénis
Fénis é uma comuna italiana da região do Vale de Aosta com cerca de 1.617 habitantes. Estende-se por uma área de 68 km², tendo uma densidade populacional de 24 hab/km². Faz fronteira com Chambave, Champdepraz, Champorcher, Cogne, Nus, Saint-Marcel, Verrayes.

## Demografia
| Variação demográfica do município entre 1861 e 2011                               |
|                                                                                   |
| Fonte: Istituto Nazionale di Statistica (ISTAT) - Elaboração gráfica da Wikipedia |